# Steiner Brothers
Die Steiner Brothers sind ein Wrestling Tag-Team, das aus den beiden US-amerikanischen Brüdern Rick Steiner und Scott Steiner besteht. Auch im echten Leben sind die beiden Brüder und heißen Robert und Scott Rechsteiner. Zu ihrer aktiven Zeit hielten sie mehrfach die jeweils höchsten Team Titel der beiden größten amerikanischen Ligen, WWF und WCW, sowie zweifach den höchsten Team Titel von New Japan Pro-Wrestling.

## Geschichte

### NWA/WCW
Am 1. November 1989 durften die Steiner Brothers in Atlanta, Georgia, mit einem Sieg über die Fabulous Freebirds zum ersten Mal die NWA World Tag Team Championships gewinnen. Am 19. Mai 1990 endete ihre Regentschaft nach einer Niederlage gegen Doom. Die Steiners besiegten am 24. August 1990 The Midnight Express, wodurch sie die NWA United States Tag Team Championships bekamen. Kurz danach bildete sich World Championship Wrestling aus dem Dachverband National Wrestling Alliance heraus und der Titel wurde zu WCW United States Tag Team Championship umbenannt. Nachdem sie am 18. Februar 1991 die WCW World Tag Team Championships ebenfalls gewannen, wurde die WCW United States Tag Team Championships den Steiners zwei Tage später abgenommen und für vakant erklärt. Sie waren das zweite Tag Team in der Geschichte, dass sowohl die WCW World als auch die United States Tag Team Titel auf einmal hielt. Nachdem die Steiners am 21. März 1991 auch den IWGP World Tag Team Championship gewonnen hatten, wurden sie fortan als „Triple Crown Champions“ angekündigt.

### WWF
Kurz nachdem die Steiners die WCW im November 1992 verließen, unterschrieben beide bei der World Wrestling Federation (heute WWE). Ihr dortiges TV-Debüt hatten die Brüder bei der Ausgabe von WWF Prime Time Wrestling, am 21. Dezember 1992. Nachdem sie im Januar 1993 ihr Monday Night RAW und mit einem Auftritt beim Royal Rumble auch ihr PPV-Debüt hatten, durften sie bei Wrestlemania IX The Headshrinkers besiegen. Danach befand sich das Team in einer Fehde mit Money Inc., in deren Verlauf man die Steiners auch die WWF Tag Team Championships von ihren Fehdengegern gewinnen ließ. Die Titel verloren sie wiederum zwei Tage später wieder, nur um sie nach 3 weiteren Tagen abermals zu gewinnen. Am 13. September 1993 wurden ihnen der Titel von The Quebecers abgenommen und sie verließen die Promotion Mitte des Jahres 1994.

### ECW und WCW
Am 28. Juli 1995 gaben die Steiner Brothers ihr Debüt bei Extreme Championship Wrestling, welche sie bereits Oktober gleichen Jahres wieder verließen. 1996 heuerten sie ein zweites Mal in der WCW an, wo sie im Juli die gewonnenen WCW World Tag Team Championships nach drei Tagen wieder verloren und anschließend mit den Outsiders fehdeten. Nach der Schließung der WCW gingen Scott und Rick getrennte Wege.

### Reformation
2006 gab es mit einem Sieg gegen Matt Bentley & Frankie Kazarian in der United Wrestling Federation eine Reformation des Tag Teams Steiner Brothers. Am 9. Dezember 2006 gewannen sie die NWA Mid-Atlantic Tag Team Championships.

## Erfolge und Auszeichnungen
- Jim Crockett Promotions / World Championship Wrestling
  - 1× NWA United States Tag Team Championship
  - 1× NWA United States Tag Team Championship
  - 7× WCW World Tag Team Championship
  - Gewinner des "Pat O’Connor Memorial International Cup Tag Team Tournament"-Turniers im Jahr 1990

- Mid-Atlantic Wrestling
  - 1× NWA Mid-Atlantic Tag Team Championship (aktuell)

- New Japan Pro-Wrestling
  - 2× IWGP World Tag Team Championship

- Pro Wrestling America
  - 1× PWA Tag Team Championship

- United Wrestling Federation
  - 1× UWF Rock 'n' Roll Express Championship (aktuell)

- World Wrestling Federation
  - 2× WWF Tag Team Championship
  - Hall of Fame (Class of 2022)[1]